# الویرا تودوآ
الویرا تودوآ (روسی: Эльвира Зурабовна Тодуа؛ زادهٔ ۳۱ ژانویهٔ ۱۹۸۶) بازیکن فوتبال اهل روسیه است.
وی همچنین در تیم‌های ملی فوتبال زنان روسیه بازی کرده‌است.